# Léon Bellemont
Léon Bellemont, né à Langres le 20 août 1866 et mort à le 18 janvier 1961 à Arc-en-Barrois, est un peintre de marines français.

## Biographie
Élève de Léon Bonnat, il expose dès 1896 au Salon des artistes français et y reçoit en 1905 une médaille de 2e classe. Membre de la Société des artistes français, il se fait remarquer par ses marines bretonnes et est placé en Hors-Concours en 1925, année où il est récompensé du Prix Marie Bashkirtseff et du Prix de l'Association des élèves de Bonnat.